# 1280'erne
Århundreder: 12. århundrede – 13. århundrede – 14. århundrede
Årtier: 1230'erne 1240'erne 1250'erne 1260'erne 1270'erne – 1280'erne – 1290'erne 1300'erne 1310'erne 1320'erne 1330'erne
År: 1280 1281 1282 1283 1284 1285 1286 1287 1288 1289